# Шишкино (Кирилловский район)
Шишкино — деревня в Кирилловском районе Вологодской области.
Входит в состав Ферапонтовского сельского поселения, с точки зрения административно-территориального деления — в Ферапонтовский сельсовет.
Расстояние по автодороге до районного центра Кириллова — 26,5 км, до центра муниципального образования Ферапонтово — 3,5 км. Ближайшие населённые пункты — Лукинское-1, Щелково, Усково, Родино, Погорелка.
По переписи 2002 года население — 3 человека.